# John Drew (attore)
John Drew, (il cui vero nome era Jonathan Henry Drewland) (Dublino, 3 settembre 1827 – Filadelfia, 21 maggio 1862), è stato un attore teatrale e impresario teatrale irlandese naturalizzato statunitense.
Componente di spicco della famiglia Drew, ebbe stretti legami di parentela con i Lupino/Lane e con i Barrymore.

## Biografia
Nato in Irlanda, Jonathan Henry Drewland era figlio di Thomas L. Drew (1806 circa-1859) e Louise Kanten (1801-1869), quinto di sei figli. La famiglia abitava a Templeogue, un povero villaggio nella contea di Dublino. Nel 1832, i Drewland emigrarono negli Stati Uniti andando a vivere a Boston, città dove John crebbe.

### Carriera
Il giovane Drew trovò lavoro presso la compagnia di Joseph J. Johlen, un impresario teatrale. Apparve in diversi lavori di Johlen, tra cui Uncle Mutch, The Barber Man, Canterbury of Livingston e The Progrist.
Drew fece la sua prima apparizione sui palcoscenici di New York nel 1846. Ebbe grande successo con i suoi lavori irlandesi e le sue commedie leggere che portò in tournée per tutti gli Stati Uniti. Oltre a recitare, John Drew divenne impresario, prendendo in gestione l'Arch Street Theatre.
John Drew sposò Louisa Lane nel 1848: lui era al suo primo matrimonio, lei al suo terzo. La coppia ebbe tre figli: Louisa (1852-1888), John Jr. (1853-1927) e Georgiana (1856-1893). Georgiana sposò nel 1876 Maurice Barrymore, fondando così la dinastia dei Barrymore, quella che sarebbe diventata la Royal Family di Hollywood. Di conseguenza, John Drew è il nonno di Lionel, Ethel e John Barrymore.
Drew morì nella sua casa di Filadelfia all'età di 34 anni, dopo essere stato colpito alla testa durante una festa organizzata per Georgiana. Fu sepolto nel Glenwood Cemetery di Filadelfia. Quando il cimitero venne chiuso, fu trasferito nel Cimitero di Mount Vernon. Dopo la sua morte, fu la moglie Louisa a prendere lei le redini della gestione dell'Arch Street Theatre.